# باشگاه کلاغ‌ها
باشگاه کلاغ‌ها (انگلیسی: Club de Cuervos) یک کمدی-درام از برنامه‌های اصلی نت‌فلیکس است.